# Colomiers Rugby
Colomiers Rugby, conocido anteriormente como Union Sportive Colomiers, es un equipo de rugby francés, de la ciudad de Colomiers, situada en la región de Mediodía-Pirineos de la cual recibe el nombre, que actualmente milita en el Pro D2, segunda categoría del rugby francés.
Desde la fundación del club en 1904 únicamente ha podido levantar el título de la  European Challenge Cup en la temporada 1997-98.

## Historia
El Union sportive Colomiers rugby es un club de rugby de la ciudad de Colomiers creado en 1915. 

### Época dorada
El US Colomiers, vive sus mejores años deportivos a finales de la década de los 90 y principios de los años 2000, donde se muestra muy fuerte tanto en la competición francesa del Top 14 como en torneos internacionales, tanto es así que se proclama campeón de la European Challenge Cup en la temporada 1997-98. En la fase de grupos el sorteo les emparejó junto a los ingleses de Richmond, los galeses de Bridgend Ravens y los franceses de  FC Grenoble, Colomiers fue primero de grupo al vencer todos los partidos de la fase de grupos. Ya en la fase final, derroto a las también franceses de AS Montferrand por el resultado de 23-13. En semifinales derrotaron por el marcador de 19-13 a Stade Français y en la final de nuevo se encontró con otro equipo francés, esta vez sería la Sporting Union Agen al cual venció por el marcador 43-5 ante 12.500 espectadores en el estadio Stade Ernest-Wallon de Toulouse.
La temporada 1998-99 jugó la Copa de Campeones Europeos de Rugby que por aquel entonces se denominaba Heineken Cup donde alcanzó la final del torneo dejando en la cuneta a equipos de la talla de los irlandeses de Munster al vencer por 23-9 en cuartos de final y a la USA Perpignan al derrotarles en semifinales por 10-6. En la final que se disputó en el estadio Lansdowne Road de Dublín ante 49.000 espectadores, Colomiers sucumbió por el resultado de 21-6 ante Ulster Rugby
En la temporada 1999-2000 alcanzá una nueva final, esta vez en el campeonato doméstico del Top 14 midiendose el 15 de julio de 2000 a Stade Fraçais  
en el Stade de France donde perdió por el marcador de 28-23

## Estadio
El Estadio Michel Bendichou es un estadio deportivo situado en la ciudad de Colomiers, Francia. Es el estadio del equipo de rugby US Colomiers del Rugby Pro D2. Tiene una capacidad de 11.430 espectadores. El estadio toma el nombre de Michel Bendichou, expresidente del club.

## Palmarés

### Torneos internacionales
- European Challenge Cup: 1997-98
- Subcampeón Copa de Campeones Europeos de Rugby (1): 1998-99

### Torneos nacionales
- Fédérale 1: 2004-05, 2007-08, 2011-12.
- Subcampeón Top 14 (1): 1999-2000